# برگ‌های پاییزی (فیلم)
برگ‌های پاییزی (انگلیسی: Autumn Leaves) فیلمی در ژانر درام به کارگردانی رابرت آلدریچ است که توسط شرکت کلمبیا پیکچرز در سال ۱۹۵۶ منتشر شد. از بازیگران آن می‌توان به جوآن کراوفورد، کلیف رابرتسون، ورا مایلز، و لورن گرین اشاره کرد. آلدریچ جایزه خرس نقره‌ای برای بهترین کارگردان را از جشنواره بین‌المللی فیلم برلین ۱۹۵۶ برنده شده است.